# Calligonum litwinowii
Calligonum litwinowii Drobow – gatunek rośliny z rodziny rdestowatych (Polygonaceae Juss.). Występuje naturalnie w Azji Środkowej – w Chinach – w prowincji Gansu, regionach autonomicznych Mongolia Wewnętrzna i Sinciang oraz w Mongolii, na zachodzie sięgając po Kazachstan i Turkmenistan. 

## Morfologia
PokrójZrzucający liście krzew dorastający do 0,5–1 m wysokości.
LiścieBlaszka liściowa ma równowąski kształt o ostrym wierzchołku, mierzy 2–3 mm długości.
KwiatyPojedyncze lub zebrane po 2–3 w pęczki, rozwijają się w kątach pędów. Listki okwiatu mają eliptyczny kształt i czerwoną barwę.
OwoceMają elipsoidalny kształt, osiągają 10–15 mm długości oraz 10–14 mm szerokości.

## Biologia i ekologia
Rośnie na pustyniach, wydmach oraz terenach skalistych. Występuje na wysokości od 1000 do 1500 m n.p.m. Kwitnie w maju, natomiast owoce dojrzewają od czerwca do lipca.